# San Marinos bidrag i Eurovision Song Contest

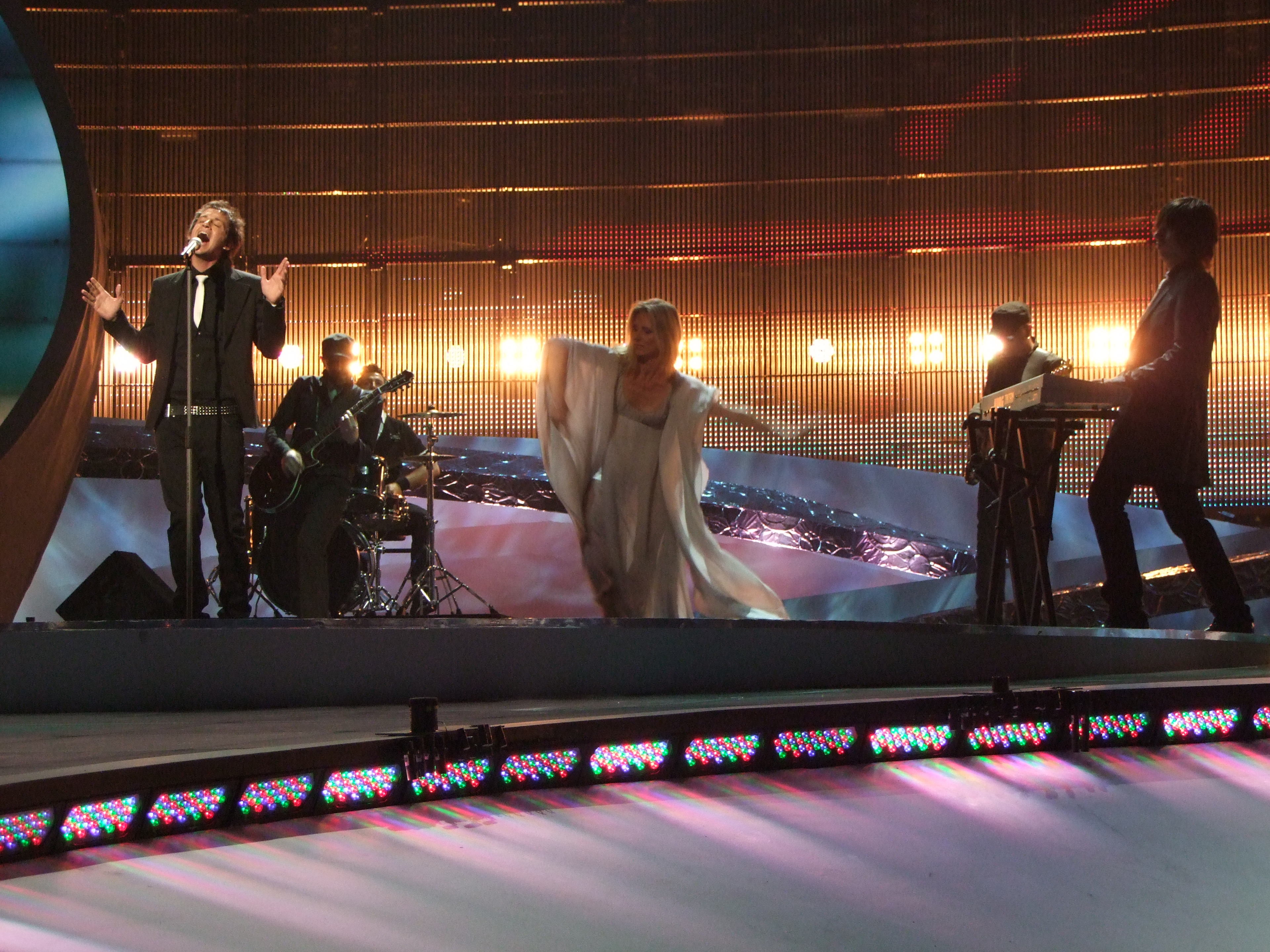
Miodio i Belgrad, 2008.

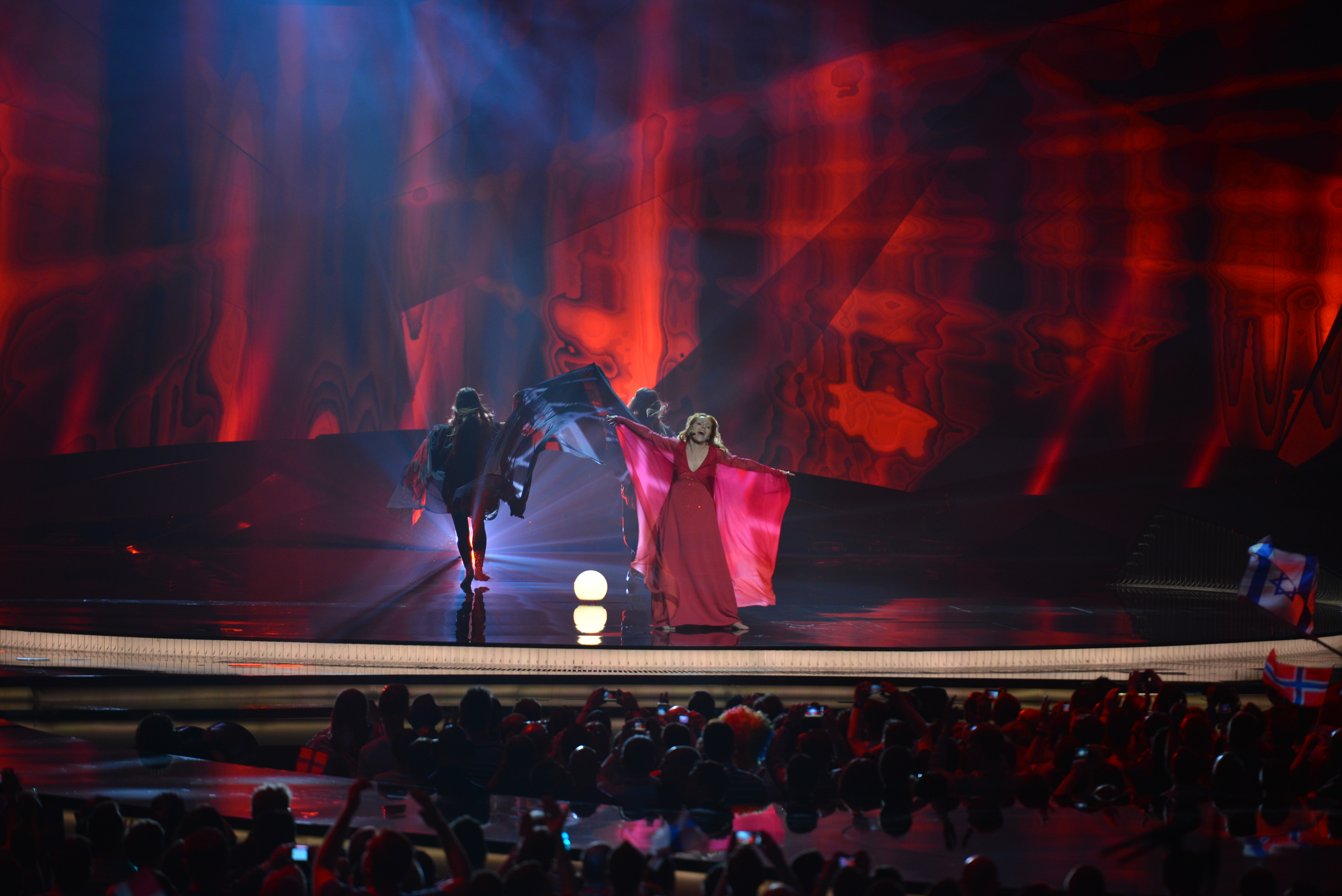
Valentina Monetta i Malmö, 2013.

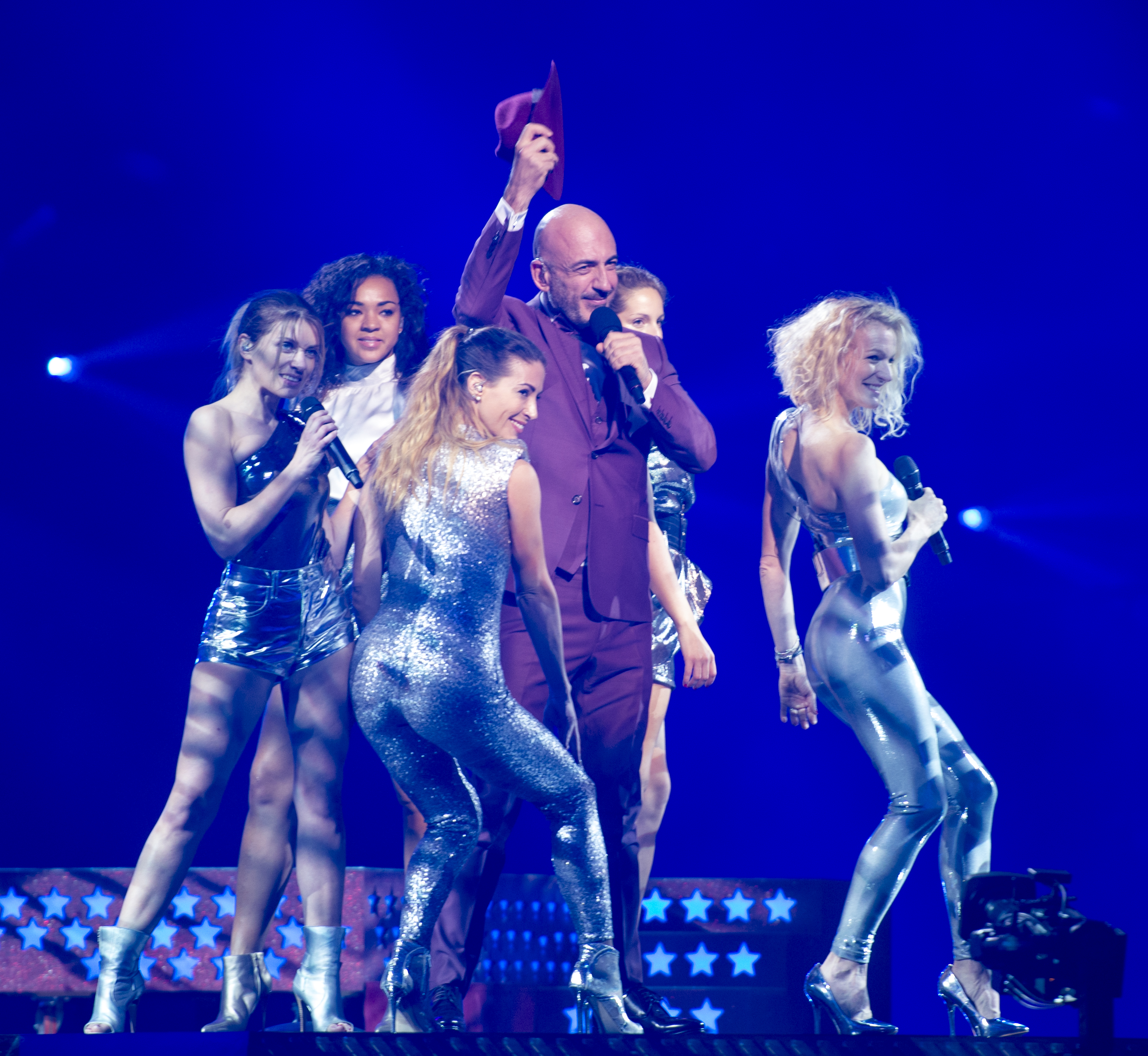
Serhat i Stockholm, 2016.

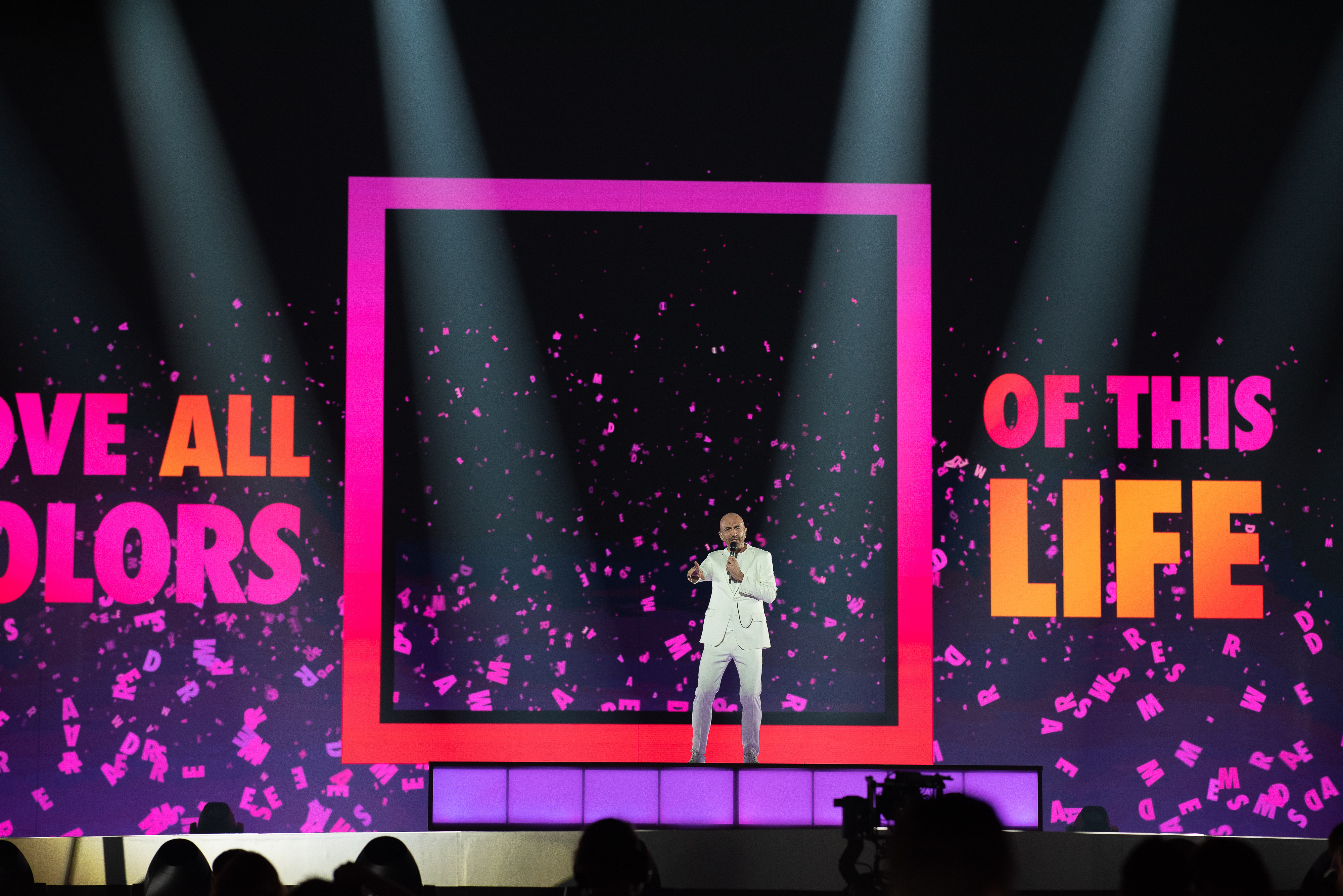
Serhat i Tel Aviv, 2019.

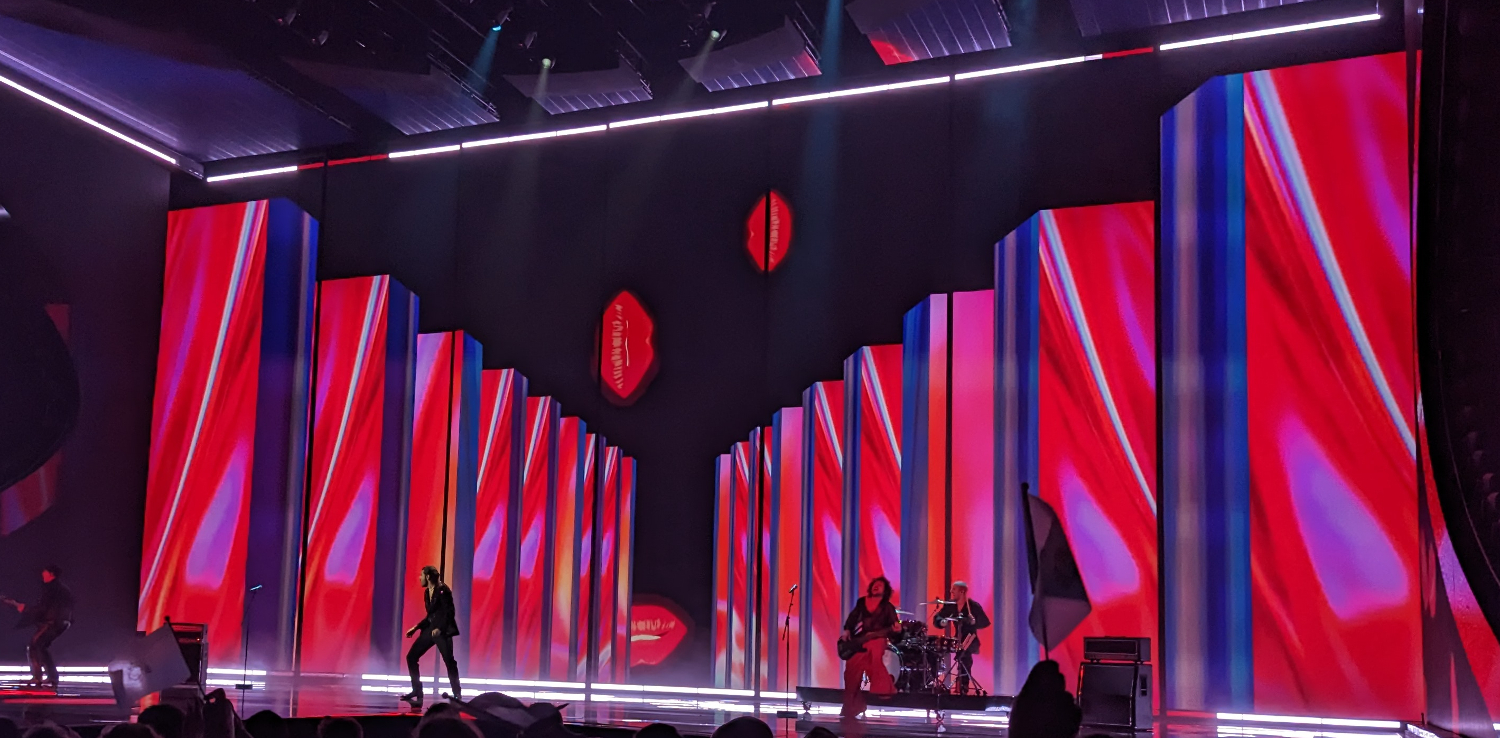
Piqued Jacks i Liverpool, 2023.

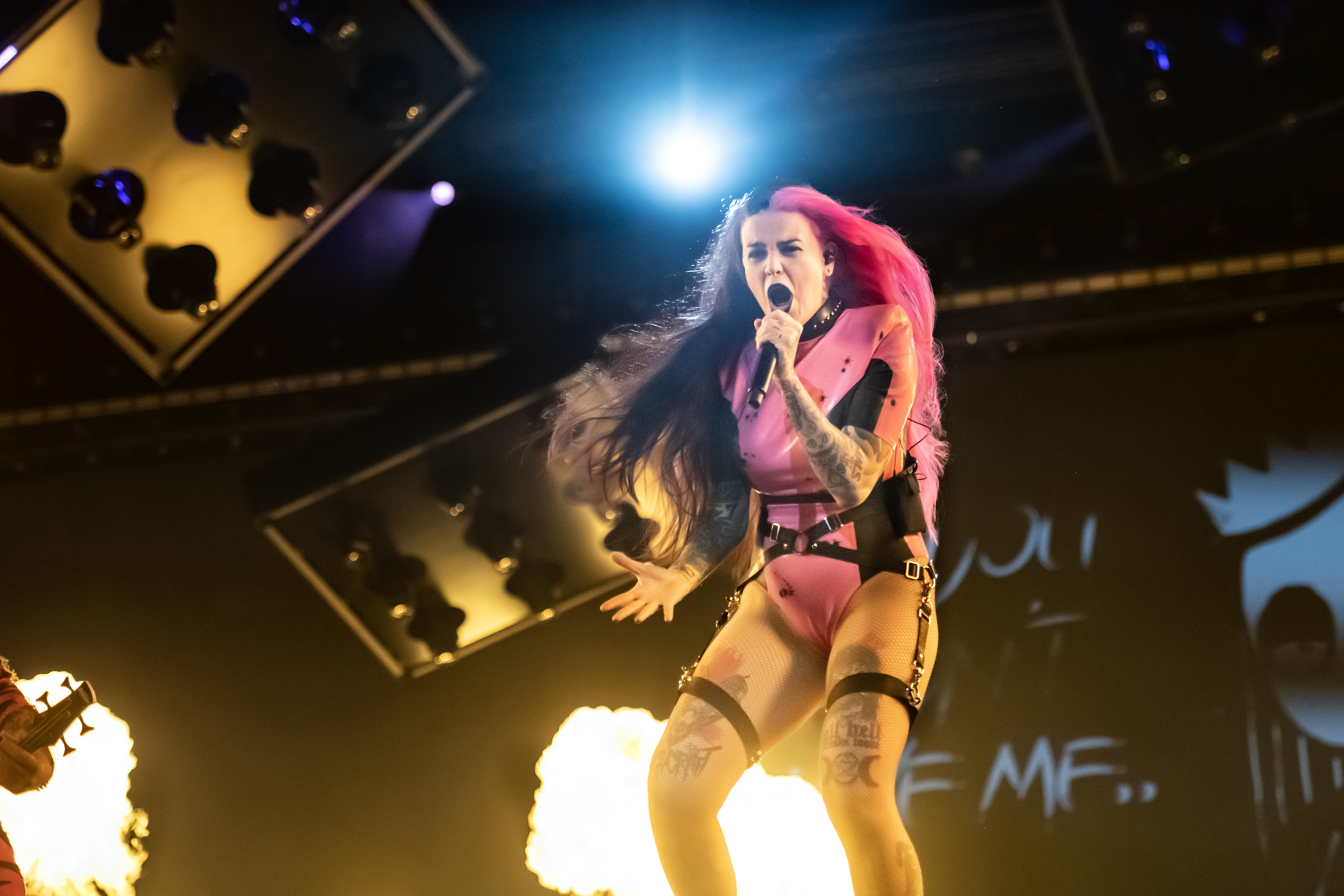
Megara i Malmö, 2024.

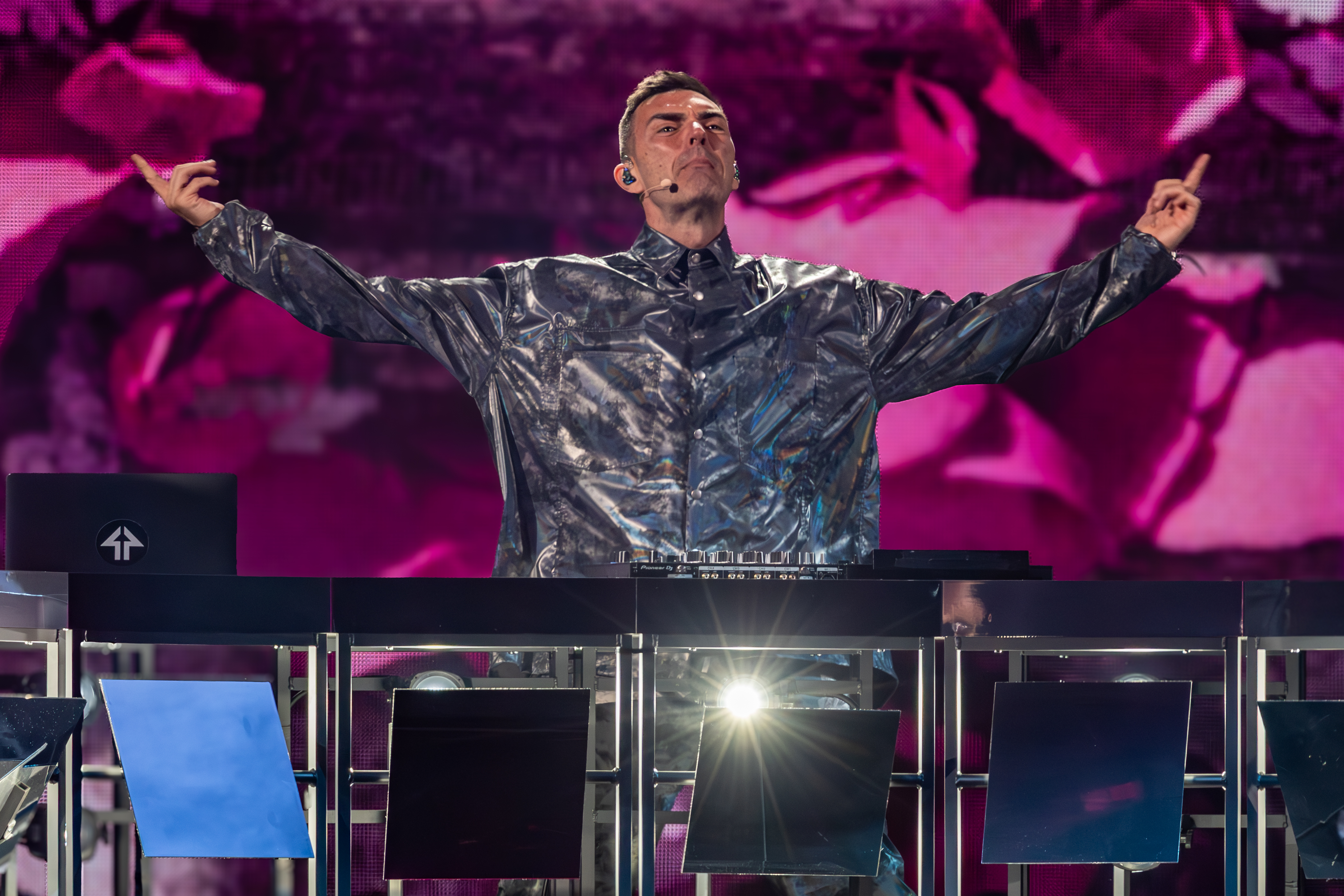
Gabry Ponte i Basel, 2025.

San Marino debuterade i Eurovision Song Contest 2008 och har till och med 2025 deltagit 15 gånger. Det sanmarinesiska tv-bolaget San Marino RTV har ansvarat för San Marinos medverkan varje år sedan 2008. Sett till landets storlek och befolkning är San Marino tävlingens minsta nuvarande aktiva land. Mikrostaten har genom åren antingen valt representanten och bidraget genom internval eller en nationell uttagning. 
San Marino har hittills aldrig stått som slutgiltig vinnare i en ESC-final och ej heller kommit bland de tre första placeringarna i en final. Som bäst kom man på nittonde plats i finalen 2019. På femton försök har San Marino kvalt sig till finalen 4 gånger hittills.  

## San Marino i Eurovision Song Contest

### Historia
Tillsammans med Azerbajdzjan gjorde San Marino sin debut i tävlingen 2008. Landets första representant, gruppen Miodio med låten "Complice", slutade sist i sin semifinal med fem poäng. Åren 2009 och 2010 ställde man in sin medverkan på grund av ekonomiska problem kring det nationella TV-bolaget San Marino RTV (SMRTV). Enligt rykten ställde man in sin medverkan 2009 i protest mot sin sistaplacering året innan, men det visade sig inte stämma. San Marino återkom till tävlingen 2011 och har sedan dess medverkat i tävlingen samtliga år. Senit misslyckades med den stillsamma låten "Stand By" att nå finalen. Mellan 2012 och 2014 representerade Valentina Monetta San Marino tre år i rad. År 2012 valde SMRTV ut låten "Facebook, Uh, Oh, Oh" som landets tävlingsbidrag, en låt som handlade om det sociala nätverket Facebook. Då EBU har en regel som förbjuder att tävlande bidrags låttexter innehåller politiska och/eller kommersiella budskap blev låtens text diskvalificerad. Eftersom bidraget presenterats bara några dagar före det årets deadline (även det en regel hos EBU) fick SMRTV knappt en vecka på sig att antingen välja ut ett nytt bidrag eller skriva om låtens text. Man valde det senare alternativet och därmed fick bidraget namnet "The Social Network Song". Bidraget slutade på fjortondeplats i semifinalen och nådde därmed inte finalen. Monetta framförde bidraget "Crisalide (Vola)" i Malmö året därpå. Bidraget var förhandsfavorit att nå finalen, men slutade på elfteplats i semifinalen. Vid Monettas tredje försök framförde hon bidraget "Maybe" i Köpenhamn 2014. San Marino lyckades nå finalen för första gången, och för Monetta blev det tredje gången gillt. I finalen slutade San Marino på tjugofjärde plats med fjorton poäng. Valentina Monetta kom till att representera San Marino för fjärde gången 2017 i Kiev, denna gången med den amerikanske sångaren Jimmie Wilson. Denna gången gick det dock riktigt dåligt då San Marino slutade sist i sin semifinal med endast ett poäng vilket man fick av den tyska juryn. 
2019 representerade Serhat San Marino för andra gången (första var 2016) med låten "Say Na Na Na". San Marino skrällde och gick oväntat till finalen. I finalen slutade Serhat på nittonde plats, vilket är San Marinos bästa resultat någonsin. Likadant som Serhat fick Senhit, som representerade landet 2011, återigen tävla för San Marino i tävlingen 2020 med låten "Freaky!". Efter att 2020 års upplaga ställdes in fick hon istället representera landet i tävlingen 2021. Senhit framförde där låten "Adrenalina" tillsammans med den amerikanske rap och hiphopartisten Flo Rida. San Marino nådde finalen för tredje gången och slutade där på tjugoandra plats. Mellan 2022 och 2024 har landet misslyckats med att nå finalen. 2023 slutade landet även på en sista plats i semifinalen med noll poäng. Landet nådde finalen för fjärde gången 2025.

### Nationell uttagningsform
Från debuten 2008 fram till och med 2017 använde sig TV bolaget enbart av internval. 2018 anordnade man en uttagning med namnet "1in360" där upplägget var två semifinaler och en final. 2019 återvände man till internval, men 2022 kom man tillbaka till att anordna en nationell tävling. Uttagningen "Una voce per San Marino" inkluderade flera heats och semifinaler, vilket avslutades med en final. 

## Resultattabell
| 1 | Vinnare                            |
| 2 | Andra plats                        |
| 3 | Tredje plats                       |
| ◁ | Sista plats                        |
| X | Ett bidrag valdes men tävlade inte |

| År                               | Artist                             | Bidrag                    | Språk      | Final              | Poäng              | Semi               | Poäng              |
| -------------------------------- | ---------------------------------- | ------------------------- | ---------- | ------------------ | ------------------ | ------------------ | ------------------ |
| 2008                             | Miodio                             | "Complice"                | Italienska | Kvalificerade inte | Kvalificerade inte | 19                 | 5                  |
| Deltog inte mellan 2009 och 2010 |                                    |                           |            |                    |                    |                    |                    |
| 2011                             | Senit                              | "Stand By"                | Engelska   | Kvalificerade inte | Kvalificerade inte | 16                 | 34                 |
| 2012                             | Valentina Monetta                  | "The Social Network Song" | Engelska   | Kvalificerade inte | Kvalificerade inte | 14                 | 31                 |
| 2013                             | Valentina Monetta                  | "Crisalide (Vola)"        | Italienska | Kvalificerade inte | Kvalificerade inte | 11                 | 47                 |
| 2014                             | Valentina Monetta                  | "Maybe"                   | Engelska   | 24                 | 14                 | 10                 | 40                 |
| 2015                             | Michele Perniola & Anita Simoncini | "Chain of Lights"         | Engelska   | Kvalificerade inte | Kvalificerade inte | 16                 | 11                 |
| 2016                             | Serhat                             | "I Didn't Know"           | Engelska   | Kvalificerade inte | Kvalificerade inte | 12                 | 68                 |
| 2017                             | Valentina Monetta & Jimmie Wilson  | "Spirit of the Night"     | Engelska   | Kvalificerade inte | Kvalificerade inte | 18                 | 1                  |
| 2018                             | Jessika feat. Jenifer Brening      | "Who We Are"              | Engelska   | Kvalificerade inte | Kvalificerade inte | 17                 | 28                 |
| 2019                             | Serhat                             | "Say Na Na Na"            | Engelska   | 19                 | 77                 | 8                  | 150                |
| 2020                             | Senhit                             | "Freaky!"                 | Engelska   | Tävlingen inställd | Tävlingen inställd | Tävlingen inställd | Tävlingen inställd |
| 2021                             | Senhit feat. Flo Rida              | "Adrenalina"              | Engelska   | 22                 | 50                 | 9                  | 118                |
| 2022                             | Achille Lauro                      | "Stripper"                | Italienska | Kvalificerade inte | Kvalificerade inte | 14                 | 50                 |
| 2023                             | Piqued Jacks                       | "Like An Animal"          | Engelska   | Kvalificerade inte | Kvalificerade inte | 16                 | 0                  |
| 2024                             | Megara                             | "11:11"                   | Spanska    | Kvalificerade inte | Kvalificerade inte | 14                 | 16                 |
| 2025                             | Gabry Ponte                        | "Tutta l'Italia"          | Italienska | 26                 | 27                 | 10                 | 46                 |

## Röstningshistorik (2008–2021)
Källa: Eurovision Song Contest Database

### San Marino hargivitmest poäng till...
| Endast finaler | Endast finaler | Endast finaler |
| Nr             | Land           | Poäng          |
| -------------- | -------------- | -------------- |
| 1              | Italien        | 110            |
| 2              | Grekland       | 65             |
| 3              | Ryssland       | 50             |
| 4              | Azerbajdzjan   | 42             |
| 5              | Sverige        | 40             |

| Finaler och semifinaler | Finaler och semifinaler | Finaler och semifinaler |
| Nr                      | Land                    | Poäng                   |
| ----------------------- | ----------------------- | ----------------------- |
| 1                       | Grekland                | 141                     |
| 2                       | Italien                 | 110                     |
| 3                       | Moldavien               | 82                      |
| 4                       | Norge                   | 77                      |
| 5                       | Nederländerna           | 76                      |

### San Marino harmottagitflest poäng från...
| Endast finaler | Endast finaler | Endast finaler |
| Nr             | Land           | Poäng          |
| -------------- | -------------- | -------------- |
| 1              | Albanien       | 18             |
| 2              | Georgien       | 17             |
| 3              | Azerbajdzjan   | 16             |
| 4              | Grekland       | 13             |
| 5              | Polen          | 12             |

| Finaler och semifinaler | Finaler och semifinaler | Finaler och semifinaler |
| Nr                      | Land                    | Poäng                   |
| ----------------------- | ----------------------- | ----------------------- |
| 1                       | Albanien                | 59                      |
| 2                       | Azerbajdzjan            | 47                      |
| 3                       | Grekland                | 46                      |
| 4                       | Georgien                | 44                      |
| 5                       | Malta                   | 40                      |

## Kommentatorer och röstavlämnare
| År   | Kommentator(er)                                                                            | Röstningsavlämnare     |
| ---- | ------------------------------------------------------------------------------------------ | ---------------------- |
| 2008 | Lia Fiorio & Gigi Restivo                                                                  | Roberto Moretti        |
| 2009 | Ingen sändning                                                                             | San Marino deltog inte |
| 2010 | Ingen sändning                                                                             | San Marino deltog inte |
| 2011 | Lia Fiorio & Gigi Restivo                                                                  | Nicola Della Valle     |
| 2012 | Lia Fiorio & Gigi Restivo                                                                  | Monica Fabbri          |
| 2013 | Lia Fiorio & Gigi Restivo                                                                  | John Kennedy O'Connor  |
| 2014 | Lia Fiorio & Gigi Restivo (Italienska) John Kennedy O'Connor & Jamarie Milkovic (Engelska) | Michele Perniola       |
| 2015 | Lia Fiorio & Gigi Restivo                                                                  | Valentina Monetta      |
| 2016 | Lia Fiorio & Gigi Restivo                                                                  | Irol MC                |
| 2017 | Lia Fiorio & Gigi Restivo                                                                  | Lia Fiorio             |
| 2018 | Lia Fiorio & Gigi Restivo                                                                  | John Kennedy O'Connor  |
| 2019 | Lia Fiorio & Gigi Restivo                                                                  | Monica Fabbri          |
| 2020 | Tävlingen ställdes in                                                                      | Tävlingen ställdes in  |
| 2021 | Lia Fiorio & Gigi Restivo                                                                  | Monica Fabbri          |
| 2022 | Lia Fiorio & Gigi Restivo                                                                  | Labiuse                |
| 2023 | Lia Fiorio & Gigi Restivo                                                                  | John Kennedy O'Connor  |
| 2024 | Lia Fiorio & Gigi Restivo                                                                  | Kida                   |
| 2025 | Anna Gaspari & Gigi Restivo                                                                | Senhit                 |

## Anteckningar
1. ↑  feat. Andrea Bonomo och Edwyn Roberts.